# دریاچه خائیر
دریاچه خائیر (انگلیسی: Lake Khaiyr) یک دریاچه در استان یاقوتستان کشور روسیه است.